# Poncha
La poncha est un cocktail alcoolisé à base d'eau-de-vie de canne à sucre, de miel, de jus de citron ou d'orange et une variante aditionnée avec du fruit de la passion. C'est une boisson typique de l'archipel portugais de Madère.

## Histoire
L’origine de la poncha remonte au XVIe siècle quand les navigateurs emportaient des provisions de citrons pour leur ravitaillement afin de prévenir le scorbut. Pour mieux préserver l'agrume durant ces longs voyages, ils le transportaient dans de l’eau-de-vie et de la mélasse de canne produite à Madère. C'est ainsi que cette boisson arriva aux Indes. Par la suite, les Anglais en auraient fait le punch. Au Brésil, elle aurait été à l'origine de la caïpirinha.